# Нинисельгское
Нинисельгское — озеро на территории Коверского сельского поселения Олонецкого района Республики Карелия.

## Общие сведения
Площадь озера — 1,7 км², площадь водосборного бассейна — 8,6 км². Располагается на высоте 66,7 метра над уровнем моря.
Форма озера лопастная, продолговатая: вытянуто с запада на восток. Берега каменисто-песчаные, местами заболоченные.
С юго-восточной стороны из озера вытекает ручей без названия, втекающий в ручей Низоя, который впадает в реку Тулоксу.
Близ юго-восточного берега озера располагается деревня Нинисельга, к которой подходит дорога местного значения 86К-188 («Новинка — Тигвера»).
Код объекта в государственном водном реестре — 01040300211102000014596.